# إذاعة باتنة
إذاعة باتنة، هي إذاعة محلية بولاية باتنة الجزائرية تبث برامجها باللغة العربية واللهجة الشاوية على موجة أف أم 92.20. باشرت بثها من تاريخ 29 نوفمبر 1994.

## برامج الإذاعة

### المحور الاجتماعي
– البرنامج الأسري اليومي– البيت الاوراسي : الذي يسلط الضوء على يوميات المرأة الأوراسية ويتناول اهتماماتها وتطلعاتها ويفيدها بالإرشادات التربوية والصحية ...الخ
– من المجتمع : الفضاء الذي يحاول أن يناقش أسبوعيا قضايا وظواهر اجتماعية ويشرك المستمعين في نقاشه وتحليله لها
– طبيبك على الهواء : أسبوعيا يلتقي المستمعون بأطباء مختصين في علاج مختلف الأمراض لإفادتهم بالنصح والتوجيه والرد على انشغالاتهم
– أطفال أف أم : برنامج ينشطه، يعد ويقدم أركانه أطفال بالإضافة إلى استضافته أسبوعيا أطفالا بالاستوديو وعلى الهواء هاتفيا
– نحن معك : الفضاء النفسي الأسبوعي الذي يتناول بالمناقشة والتحليل ابرز المشاكل النفسية التي يتم طرحها من طرف المستمعين.
– في رحاب القانون : الفضاء الأسبوعي المخصص للإجابة على انشغالات المستمعين القانونية ومدهم بالثقافة القانونية اللازمة ·

### المحور الثقافي
– ملتقى المبدعين : برنامج أدبي للتعريف بوجوه المنطقة الثقافية من أدباء، شعراء وروائيين ... الخ
– لقاء مع فنان : أسبوعيا يتم التعريف بواحد من فناني المنطقة في مختلف مجالات الفن ... ·

### المحور التاريخي
– من ذاكرة الثورة : البرنامج الذي يحاول أسبوعيا العودة إلى محطات تاريخية بارزة من ثورة التحرير المجيدة والوقوف عند شخصيات المنطقة التاريخية من مجاهدين وشهداء.

### المحور التنموي
– مؤشرات تنموية : متابعة لكبريات مشاريع القطاع المنجزة والجاري إنجازها على مستوى الولاية
أضواء على البلديات : نقل مباشر من واحدة من بلديات الولاية مقسم إلى محورين : عين على الفلاحة وبين المواطن والمسئول ·

### المحور الرياضي
– تغطية أسبوعية لمختلف الأنشطة الرياضية في المنطقة من خلال برنامج من الملاعب واستضافة لمختلف الأندية والوجوه الرياضية من خلال برنامجي الحوار الرياضي والاسبوع الرياضي الأسبوعين ·

### المحور السياسي
عين على الإصلاحات : متابعة لمدى تنفيذ الإصلاحات الاقتصادية، الاجتماعية والسياسية المعلن عنها في خطاب رئيس الجمهورية

## وصلات خارجية
- قائمة الإذاعات المحلية بالجزائر
- الموقع الرسمي لإذاعة باتنة
- شبكة الإذاعات الجهوية

قالب:إذاعات جزائرية